# Hrabstwo Fergus
Hrabstwo Fergus (ang. Fergus County) – hrabstwo w stanie Montana w Stanach Zjednoczonych. Obszar lądowy hrabstwa obejmuje powierzchnię 4339,17 mil² (11 238,4 km²). Według szacunków United States Census Bureau w roku 2009 miało 11 208 mieszkańców. Siedzibą hrabstwa jest Lewistown.

## Miasta
- Denton
- Grass Range
- Lewistown
- Moore
- Winifred

## CDP
- Lewistown Heights
- Roy